# Rajgarh
För andra betydelser, se Rajgarh (olika betydelser).
Rajgarh är en stad i den indiska delstaten Madhya Pradesh, och är huvudort för ett distrikt med samma namn. Folkmängden uppgick till 29 726 invånare vid folkräkningen 2011.